# Benny Varghese Edathattel
Benny Varghese Edathattel (ur. 22 kwietnia 1970 w Njayappilly) – indyjski duchowny katolicki, biskup Itanagar od 2023.

## Życiorys

### Prezbiterat
Święcenia kapłańskie otrzymał 19 kwietnia 1997 i został inkardynowany do diecezji Kohima. Był m.in. dziekanem ds. studiów i administratorem diecezjalnego seminarium, sekretarzem biskupim, kierownikiem Kolegium Św. Józefa w Jakhamie oraz proboszczem parafii w Songlhuh.

### Episkopat
29 czerwca 2023 papież Franciszek mianował go biskupem Itanagar. Sakry udzielił mu 15 października 2023 metropolita Guwahati – arcybiskup John Moolachira.